# World Cup of Darts
De PDC World Cup of Darts, ook wel Wereldbeker darts genoemd is een dartsevenement georganiseerd door de Professional Darts Corporation (PDC). Het toernooi is het officieuze wereldkampioenschap voor landenteams voor spelers van de PDC.

## Opzet
Aan het toernooi deden sinds 2014 tweeëndertig koppels van twee spelers mee (van 2010–2013 waren dit er vierentwintig). Het format is in de loop van de jaren enkele malen gewijzigd, maar het toernooi bestond tot 2023 uit een knockoutronde, eventueel gecombineerd met een poulefase en een combinatie van gewone partijen en dubbelpartijen (waarin koppels om de beurt drie pijlen gooien). De finale van dit toernooi werd sinds 2015 gespeeld met eerst twee enkelspelen, daarna een koppelwedstrijd en daarna eventueel nog twee enkelspelen, gespeeld op één dag. Degene die drie wedstrijden won, was de winnaar van het toernooi.
Sinds 2023 zijn er veertig landen vertegenwoordigd en vinden er enkel nog koppelwedstrijden plaats. De eerste ronde wordt gespeeld volgens het round-robin-format. Elke groepswinnaar gaat door naar de tweede ronde, vanaf waar er wordt gespeeld volgens het knock-outsysteem. Vanaf deze editie bestaat de finale niet meer uit minimaal drie wedstrijden, maar uit een enkele wedstrijd, waarin men aan tien legs moet geraken.

## Winnaars
| Editie | Locatie                                   | Winnaar                                            | Uitslag | Verliezend finalist                                |
| ------ | ----------------------------------------- | -------------------------------------------------- | ------- | -------------------------------------------------- |
| 2010   | Rainton Meadows Arena, Houghton-le-Spring | Nederland Raymond van Barneveld Co Stompé          | 4–2     | Wales Barrie Bates Mark Webster                    |
| 2012   | Alsterdorfer Sporthalle, Hamburg          | Engeland Adrian Lewis Phil Taylor                  | 4–3     | Australië Paul Nicholson Simon Whitlock            |
| 2013   | Alsterdorfer Sporthalle, Hamburg          | Engeland Adrian Lewis Phil Taylor                  | 3–1     | België Kim Huybrechts Ronny Huybrechts             |
| 2014   | Alsterdorfer Sporthalle, Hamburg          | Nederland Raymond van Barneveld Michael van Gerwen | 3–0     | Engeland Adrian Lewis Phil Taylor                  |
| 2015   | Eissporthalle, Frankfurt am Main          | Engeland Adrian Lewis Phil Taylor                  | 3–2     | Schotland Gary Anderson Peter Wright               |
| 2016   | Eissporthalle, Frankfurt am Main          | Engeland Adrian Lewis Phil Taylor                  | 3–2     | Nederland Raymond van Barneveld Michael van Gerwen |
| 2017   | Eissporthalle, Frankfurt am Main          | Nederland Michael van Gerwen Raymond van Barneveld | 3–1     | Wales Gerwyn Price Mark Webster                    |
| 2018   | Eissporthalle, Frankfurt am Main          | Nederland Michael van Gerwen Raymond van Barneveld | 3–1     | Schotland Gary Anderson Peter Wright               |
| 2019   | Barclaycard Arena, Hamburg                | Schotland Gary Anderson Peter Wright               | 3–1     | Ierland Steve Lennon William O'Connor              |
| 2020   | Salzburgarena, Salzburg                   | Wales Gerwyn Price Jonny Clayton                   | 3–0     | Engeland Rob Cross Michael Smith                   |
| 2021   | Sparkassen-Arena, Jena                    | Schotland Peter Wright John Henderson              | 3–1     | Oostenrijk Mensur Suljović Rowby-John Rodriguez    |
| 2022   | Eissporthalle, Frankfurt am Main          | Australië Damon Heta Simon Whitlock                | 3–1     | Wales Gerwyn Price Jonny Clayton                   |
| 2023   | Eissporthalle, Frankfurt am Main          | Wales Gerwyn Price Jonny Clayton                   | 10 – 2  | Schotland Gary Anderson Peter Wright               |
| 2024   | Eissporthalle, Frankfurt am Main          | Engeland Luke Humphries Michael Smith              | 10 – 6  | Oostenrijk Mensur Suljović Rowby-John Rodriguez    |
| 2025   | Eissporthalle, Frankfurt am Main          | Noord-Ierland Josh Rock Daryl Gurney               | 10 – 9  | Wales Gerwyn Price Jonny Clayton                   |

### Titels per land
| Land          | Aantal | Editie                       |
| ------------- | ------ | ---------------------------- |
| Engeland      | 5x     | 2012, 2013, 2015, 2016, 2024 |
| Nederland     | 4x     | 2010, 2014, 2017, 2018       |
| Wales         | 2x     | 2020, 2023                   |
| Schotland     | 2x     | 2019, 2021                   |
| Australië     | 1x     | 2022                         |
| Noord-Ierland | 1x     | 2025                         |